# Atentado de Estambul de 2022
El atentado de Estambul ocurrió el 13 de noviembre de 2022 cuando se produjo una explosión en la avenida İstiklal en el distrito de Beyoğlu de Estambul (Turquía), a las 16:20 hora local. Según el gobernador de Estambul, Ali Yerlikaya, el atentado dejó al menos seis muertos y 81 heridos. Ningún grupo terrorista se ha atribuido su autoría.
La ciudad ya había sido blanco de ataques terroristas en 2015 y 2016 por parte del Estado Islámico (ISIS). Un atentado suicida de ISIS en la misma zona mató a cuatro personas en 2016.
Al día siguiente, el ministro del Interior Süleyman Soylu acusa al Partido de los Trabajadores del Kurdistán (PKK) de estar detrás del atentado y anuncia la detención del presunto terrorista y de otras 50 personas. Afirma que el ataque fue ordenado desde la ciudad kurda siria de Kobane. Según las autoridades turcas, el sospechoso admitió haber recibido la "orden" del "PKK-YPG-PYD". El gobierno turco considera oficialmente a la milicia kurda siria YPG (Unidades de Protección Popular) y a su brazo político PYD (Partido de la Unión Democrática), como vástagos del PKK, lo que justificó varias ofensivas militares turcas en Siria en 2016, 2018 y 2019. El PKK declinó toda responsabilidad, al igual que las Fuerzas Democráticas Sirias (FDS), que acusaron al gobierno turco de crear un pretexto para un nuevo ataque terrestre contra Siria. Las dudas aumentaron cuando la prensa turca reveló que el hermano de la principal sospechosa detenida, Ahlam Al-Bashir, es un alto miembro del Ejército Nacional Sirio, una coalición de grupos rebeldes apoyada por Ankara, y que la presunta terrorista está a su vez vinculada a la Brigada Sultán Murad, un grupo yihadista pro-turco que lucha contra las milicias kurdas en Siria.
En los días siguientes, los dirigentes turcos abogaron públicamente por una nueva ofensiva militar en Siria contra los kurdos sirios. El presidente Erdogan lleva anunciando una posible futura invasión desde la primavera de 2022, pero hasta ahora se ha encontrado con la oposición de Estados Unidos y Rusia. Según "Le Monde", "se habrían ejercido nuevas presiones en las altas esferas, en Ankara, e incluso de forma más explícita, el martes, para acelerar una amplia intervención sobre el terreno."
Alegando actuar en represalia por este ataque, Turquía bombardeó regiones kurdas de Siria e Irak a partir del 20 de noviembre, matando a decenas de personas.

## Trasfondo
Durante finales del siglo XX y principios del XXI, islamistas y nacionalistas kurdos llevaron a cabo muchos ataques en Estambul, incluido un atentado suicida con bomba en marzo de 2016 en la avenida İstiklal, en el que murieron cinco personas, incluido el atacante.
Si bien el alto el fuego de 2013-2015 se rompió luego del incidente de Ceylanpınar en 2015, lo que resultó en un mayor nivel de confrontación, mayor número de muertos y varias operaciones externas por parte del ejército turco, la intensidad del conflicto PKK-Turquía disminuyó en años recientes. Más recientemente, y desde mayo de 2022, Erdogan y su gobierno pidieron nuevas operaciones terrestres externas hacia territorios autónomos en Siria y aumentaron los ataques en el área.
El Estado Islámico llevó a cabo una serie de ataques a mediados de la década de 2010. La actividad insurgente se redujo considerablemente a fines de la década de 2010. Un complot terrorista fue frustrado en junio de 2022.
Turquía se dirige hacia sus elecciones generales turcas de 2023, que se espera que sean un gran desafío para el partido AKP. En la última década, Erdogan y el gobierno del AKP utilizaron retórica marcial anti-PKK y operaciones externas para aumentar los votos nacionalistas de Turquía antes de las elecciones.
Desde el intento de golpe de Estado turco de 2016 y las purgas posteriores, el discurso político, los medios de comunicación, el discurso público, así como las voces académicas y judiciales están fuertemente vigilados, casi sin oposición posible al discurso gubernamental. Uno de los opositores más destacados de Erdoğan, el alcalde de Estambul, Ekrem İmamoğlu, fue acusado de haber firmado una alianza electoral con los funcionarios del partido HDP y el fiscal busca prohibirlo en la política, eliminando así él de las elecciones generales turcas de 2023. Los votos del perseguido partido HDP, que es un partido pro-kurdo acusado por Erdoğan y el AKP de estar vinculado al PKK son necesarios para cualquier bloque de oposición que quiera conquistar el poder.

## Explosión
La explosión ocurrió en la avenida de İstiklal que es una zona turística popular y una de las principales vías que conducen a la plaza Taksim. La bomba estalló frente a una tienda comercial y, en el momento de la explosión el área estaba más concurrida de lo normal, ya que un club de fútbol jugaba cerca. Según el canal de noticias turco OdaTV la explosión fue causada por un artefacto explosivo improvisado que contenía Trinitrotolueno (TNT). La explosión hizo que las ventanas se rompieran y las imágenes que circulaban en las redes sociales mostraban a personas sangrando. Bomberos y ambulancias acudieron al lugar para brindar una primera asistencia, la policía estableció un perímetro alrededor del lugar del atentado y prohibió que la gente se acercara a la avenida de İstiklal y a la plaza Taksim.

## Víctimas
Ocho personas murieron y al menos otras 81 resultaron heridas por la explosión. Los muertos pertenecían a tres familias e incluían un adolescente de 15 años y un niño de 9 años. Según informes del Ministro de la Agencia, Derya Yanık, dos de los asesinados fueron Yusuf Meydan, miembro del Ministerio de Familia y Servicios Sociales y su hija de tres años. De los ochenta y uno atendidos en el hospital, treinta y nueve fueron dados de alta el mismo día y cinco están siendo tratados en cuidados intensivos.

## Investigación
La Oficina del Fiscal General de Estambul abrió rápidamente una investigación después del ataque y al menos ocho fiscales han sido asignados al caso. El ministro de Justicia, Bekir Bozdağ, dijo que una mujer fue filmada sentada en un banco durante unos 40 minutos y que se fue poco antes de la explosión. El presidente Recep Tayyip Erdoğan condenó el ataque; los informes iniciales del gobernador de Estambul estaban convencidos de que se trataba de un ataque terrorista. 
Al día siguiente, Süleyman Soylu acusó formalmente al PKK de estar detrás del ataque y anunció el arresto del atacante y de otras veintiuna personas. Soylu argumentó que el ataque fue realizado por el PKK en represalia por la invasión turca del noreste de Siria y criticó a Estados Unidos por su apoyo a las Unidades de Defensa del Pueblo Kurdo (YPG) en el noreste de Siria.
El 14 de noviembre de 2022 la principal sospechosa del ataque, Ahlam Albashir, de nacionalidad siria, fue capturada por la policía turca en su escondite en Küçükçekmece, más tarde confirmó su afiliación con PKK y YPG. Según informes policiales, recibió órdenes del PKK, entrenó con grupos kurdos en Siria y entró en Turquía a través de Afrin.
Asimismo, Soylu también cargó contra Estados Unidos a quien acusó de apoyar a grupos kurdos en Siria. Está acostumbrada a esta retórica, ya que también culpó a los Estados Unidos por un ataque armado contra una estación de policía que tuvo lugar en el sur de Turquía en septiembre y dijo, antes de eso, que financiaron el Partido de la Unión Democrática Kurda Siria (PYD) hasta $ 2 mil millones de dólares desde 2019.
El PKK, por su parte, ha negado su implicación en la explosión y ha asegurado que no elige a civiles entre sus objetivos.
Jiyan Tosun, abogado y miembro de la Asociación de Derechos Humanos, fue acusado por Adem Taskaya, político del ultraderechista Partido de la Victoria, de haber colocado la bomba por orden del PKK . Después de esto fue amenazada repetidamente y prefirió quedarse en un juzgado en lugar de regresar a casa.
El Ejército Secreto Armenio para la Liberación de Armenia (ASALA) también fue acusado de cometer el atentado según algunos medios.

## Secuelas
Aproximadamente una hora después de que ocurriera la explosión el Tribunal Penal de Estambul emitió una prohibición de transmisión para todas las noticias visuales y de audio y los sitios de redes sociales relacionados con el incidente. Solo se permite informar sobre entrevistas con funcionarios del gobierno. CNN Türk y TRT luego dejaron de informar sobre el incidente. Las velocidades de Internet en toda Turquía y el acceso a plataformas de redes sociales como Twitter se han reducido significativamente desde el evento. 
La oficina antiterrorista de Estambul decidió suspender los derechos de defensa de los sospechosos pero también de los internautas que hayan compartido "información negativa" sobre el ataque en las redes sociales.
Un día después del incidente, la avenida se decoró con 1200 banderas turcas como una forma de recordar a las víctimas del bombardeo, y se quitaron la mayoría de los bancos de árboles en İstiklal.

## Reacciones

### Internas
Ekrem İmamoğlu, alcalde de Estambul, inspeccionó el lugar del atentado y el ministro de Salud, Fahrettin Koca dijo que las víctimas estaban siendo tratadas en los hospitales cercanos. Muchos líderes políticos expresaron sus condolencias a los medios de comunicación, señalando además que el hecho fue un caso de terrorismo. El presidente Erdoğan emitió un comunicado en el que decía: "Después del traicionero ataque, nuestros miembros de la policía acudieron al lugar y nuestros heridos fueron enviados a los hospitales de los alrededores. Los esfuerzos para apoderarse de Turquía y la nación turca a través del terrorismo no alcanzará su objetivo ni hoy ni en el futuro de la misma forma en que fracasó ayer”.
El líder del Partido Popular Republicano (CHP), Kemal Kılıçdaroğlu, dijo inmediatamente después del ataque: "Debemos unirnos contra todas las formas de terrorismo. Debemos alzar una voz común contra todas las formas de terrorismo y debemos condenar el terrorismo. No importa dónde el terror viene, sea cual sea su fuente, 85 millones de personas que viven en este país deben estar diciendo lo mismo. Deben maldecir el terrorismo, los que lo cometen y los que lo apoyan. Cuando hagamos esto, tendremos una unidad de corazón, será mejor que nos abracemos".
La presidenta del Buen Partido (İYİ), Meral Akşener, condenó el ataque y afirmó: "Condeno enérgicamente este vil ataque. Nos gustaría que los responsables sean capturados lo antes posible".
El Partido Democrático del Pueblo Kurdo (HDP) expresó su "profunda tristeza y dolor por la explosión que mató a seis de nuestros conciudadanos e hirió a otros 81", y agregó que "nuestra pena y dolor es grande. Deseamos la misericordia de Dios a los ciudadanos que perdieron sus vidas". El ataque también fue condenado por el encarcelado expresidente del HDP Selahattin Demirtaş. 
La Federación Turca de Fútbol (TFF) anunció que el partido de la Süper Lig en Vodafone Park entre Beşiktaş JK y Antalyaspor fue pospuesto debido al atentado, varios clubes de fútbol ofrecieron sus condolencias.

### Internacional
Representantes de muchos gobiernos condenaron el ataque y ofrecieron sus condolencias. También ofrecieron sus condolencias organizaciones internacionales como el Consejo Europeo, la Organización del Tratado del Atlántico Norte (OTAN), y la Organización de Estados Turcos (OTS). 
El presidente alemán, Frank-Walter Steinmeier, expresó sus condolencias a Recep Tayyip Erdoğan, presidente de Turquía. Steinmeier dijo: "En este momento de conmoción, los alemanes apoyamos a los ciudadanos de Estambul y al pueblo turco". Steinmeier escribió el domingo, en sintonía con una afirmación de su oficina".
La ministra de Relaciones Exteriores de Alemania, Annalena Baerbock, también dijo: "Mis pensamientos están con las personas que simplemente querían pasear por la calle comercial Istiklal un domingo y ahora se han convertido en víctimas de una grave explosión". Baerbock también dijo: "Nuestros pensamientos están con aquellos que resultaron heridos y nuestro más sentido pésame para aquellos que perdieron a sus seres queridos".
El presidente francés, Emmanuel Macron, expresó sus condolencias en Twitter. Macron dijo: "En este día significativo para nuestra nación, justo cuando conmemoramos a aquellos que perdieron la vida el 13 de noviembre de 2015, el pueblo turco fue atacado desde su corazón, desde Estambul", dijo Macron , refiriéndose a los ataques de noviembre de 2015 en París. el teatro Bataclan y otras partes de París reclamadas por el grupo militante llamado "Estado Islámico" hace siete años. “Compartimos su dolor. Nuestras condolencias. Estamos con ustedes en la lucha contra el terrorismo”, dijo Macron.
Las condolencias ofrecidas por la embajada de Estados Unidos en Turquía fueron rechazadas por el ministro del Interior turco, Süleyman Soylu, quien dijo en una entrevista televisada el 14 de noviembre de 2022 que "no aceptamos las condolencias del embajador de Estados Unidos, las rechazamos".